# Grønland station

Grønland station är en tunnelbanestation i Vaterland/Grønland i Oslo. Stationen öppnades den 22 maj 1966. Den ligger mellan stationerna Jernbanetorget och Tøyen.